# Equipo de Estudio Independiente de Fenómenos Anómalos No Identificados de la NASA
El Equipo de Estudio Independiente de Fenómenos Anómalos No Identificados de la NASA (del inglés:  NASA's Unidentified Anomalous Phenomena (UAP) Independent Study Team) es un panel de dieciséis expertos formado en octubre de 2022 por la Administración Nacional de la Aeronáutica y del Espacio (NASA) y presidido por David Spergel con el propósito de recomendar una hoja de ruta para el análisis de datos de los UAP por parte de la NASA y otras organizaciones. Actualmente los UAP son definidos como fenómenos u observaciones que suceden en la tierra, en el mar, en el aire y en el espacio que no pueden identificarse como aeronaves o como fenómenos naturales conocidos. El acrónimo UAP (del inglés: Unidentified Anomalous Phenomena) intenta proporcionar una teoría alternativa a las especulaciones sobre la vida extraterrestre y otras suposiciones que son barajadas por la cultura popular con el antiguo acrónimo O.V.N.I. Originalmente UAP significaba  "Unidentified Aerial Phenomena" (Fenómenos Aéreos No Identificados), pero se cambió a finales de 2022 por el de "Unidentified Anomalous Phenomena" (Fenómenos Anómalos No Identificados). Para completar su trabajo el equipo independiente de la NASA intentará que los datos recopilados por diferentes entidades civiles, comerciales y gubernamentales, así como por cualquier otra fuente, puedan analizarse de manera más efectiva con el fin de arrojar más información sobre los UAP. El equipo de estudio comenzó a trabajar el 24 de octubre de 2022, realizó su primera reunión pública el 31 de mayo de 2023 y está previsto que entregue un informe completo  a mediados de 2023 que contendrán los hallazgos del equipo. A diferencia de la Oficina de Resolución de Anomalías en Todos los Dominios (la AARO) de la Oficina del Secretario de Defensa de Estados Unidos, este equipo de estudio independiente de la NASA se centrará únicamente en datos no clasificados.

## Esfera de acción y objetivos
En junio de 2022 la NASA emitió un comunicado explicando que la agencia tenía previsto crear un equipo de estudio independiente sobre los UAP. La NASA nombró al astrofísico David Spergel como presidente del equipo y a Daniel Evans, el Asistente Adjunto de Spergel. Evans forma parte del Directorado de Misiones Científicas de la NASA, y es el encargado de llevar a cabo el estudio. Según Spergel, el objetivo del equipo es recopilar el mayor número de datos más sólidamente posible, dada la falta de observaciones, e "identificar qué datos existen (de civiles, gobiernos, organizaciones sin ánimo de lucro, empresas), los cuales también deberíamos intentar recopilar y analizar mejor." La NASA explicó que su objetivo es que "el consejo de expertos se centre en las comunidades científicas, aeronáuticas y de análisis de datos con el fin de recopilar nuevos datos y mejorar las observaciones de los UAP". Además, señalaron que "de acuerdo con los principios de apertura de la NASA , transparencia e integridad científica", los hallazgos se compartirán públicamente ya que "todos los datos de la NASA están disponibles para el público" y "fácilmente accesibles para que cualquiera los vea o los estudie". La NASA aclaró que este nuevo estudio no estaba relacionado con su "programa de astrobiología activa que se centra en los orígenes, la evolución y la distribución de la vida más allá de la Tierra". Finalmente, el comunicado especificó que el equipo de estudio UAP de la NASA sería la segunda empresa independiente del programa bajo la dirección del Departamento de Defensa, explicando que "la agencia no es parte del Grupo de Trabajo de Fenómenos Anómalos No Identificados del Departamento de Defensa o su sucesora, el Grupo de Sincronización de Gestión e Identificación de Objetos Aerotransportados", aunque la NASA se ha "coordinado ampliamente con todo el gobierno para aplicar las herramientas científicas adecuadas con el propósito de que éstas arrojen luz sobre la naturaleza y el origen de los fenómenos anómalos no identificados".
En julio de 2022, un mes después de que la NASA emitiera el comunicado respecto a cuáles iban a ser los objetivos del Equipo de Estudio Independiente de los UAP, el Departamento de Defensa de Estados Unidos reemplazó al Grupo de Sincronización de Gestión e Identificación de Objetos Aerotransportados por la Oficina de Resolución de Anomalías en Todos los Dominios (la AARO).
En la primera reunión pública del equipo de estudio UAP de la NASA, Sean Kirkpatrick, director del grupo de trabajo de la AARO del Departamento de Defensa, fue invitado para que pronunciara el discurso de apertura. Kirkpatrick dijo que "aunque la NASA y la AARO están abordando diferentes aspectos del conjunto de problemas de los UAP, nuestros esfuerzos son muy complementarios", ya que ambas están comprometidas con el método científico y en un enfoque basado en datos. Según Kirkpatrick, "la NASA está evaluando fuentes de datos no clasificados para su estudio", mientras que "el conjunto de datos de la AARO abarca material clasificado con un enfoque en materias de seguridad nacional". En contraste, "la NASA ofrece capacidades únicas, científicos de clase mundial y una gran cantidad de nexos a nivel académico y de investigación" con "acceso a satélites de detección de la Tierra, sensores radiológicos, herramientas para ondas gravitacionales, detección geomagnética y medios para analizar datos de múltiples fuentes que puede ayudar a la AARO y a la NASA en sus esfuerzos de investigación de los UAP". Kirkpatrick dijo que la AARO está "agradecida por la colaboración", y agradece "la oportunidad de unirse a la NASA para compartir sus hallazgos colectivos con el público a medida que el gobierno de Estados Unidos avanza hacia una mayor transparencia en este tema".

## Terminología UAP versus terminología ovni
Según Merriam-Webster, "el término UAP apareció por primera vez a finales de 1960, mientras que la palabra Objeto Volador No Identificado existe desde 1947". Como se resume en ETC: A Review of General Semantics, "aparte de la descripción más amplia que se tiene de los UAP, este término evita el pesado bagaje cultural que está asociado con los O.V.N.I., cuya relación inicial partía de una vinculación con orígenes extraterrestres... y establece un marco estrecho e inflexible para una honesta investigación científica". A día de hoy, el término ovni cuenta con décadas de conexión con extraterrestres en muchos ámbitos de la cultura, el entretenimiento popular, las teorías de conspiración y los movimientos religiosos, como apunta Diana Walsh Pasulka en American Cosmic (publicado por Oxford University Press en 2019). "Los Fenómenos Aéreos No Identificados" (o Unidentified Aerial Phenomena, UAP), anteriormente denominados Objetos Voladores No Identificados O.V.N.I. y (U.F.O. en inglés), en teoría, podrían abarcar naves extraterrestres, pero los dos no son sinónimos". A principios de 2023 la NASA actualizó el nombre de su equipo de estudio independiente, que inicialmente era "Fenómenos Aéreos No Identificados" y se cambió por el de "Fenómenos Anómalos No Identificados", para ser "consistentes con la Ley de Autorización de Defensa Nacional James M. Inhofe para el año 2023, promulgada el 23 de diciembre de 2022".

## Miembros
Los miembros del Equipo de Estudio Independiente de Fenómenos Anómalos No Identificados de la NASA fueron dados a conocer el 21 de octubre de 2022.
1. David Spergel
2. Anamaria Berea (profesora de Ciencias Computacionales y de Datos de la Universidad George Mason)
3. Federica Bianco (profesora de física de la Universidad de Delaware)
4. Paula Bontempi
5. Reggie Brothers (socio operativo de AE Industrial Partners en Boca Raton, Florida)
6. Jen Buss (CEO del Instituto de Ciencias Políticas de Potomac)
7. Nadia Drake
8. Mike Gold (vicepresidente ejecutivo de Redwire)
9. David Grinspoon
10. Scott Kelly
11. Matt Mountain
12. Warren Randolph (director ejecutivo adjunto del Departamento de Investigación de Accidentes y de Prevención para la Seguridad de la Aviación de la Administración Federal de Aviación.
13. Walter Scott (vicepresidente y director de tecnología de Maxar Technologies)
14. Joshua Semeter (profesor de ingeniería eléctrica e informática y director del Centro de Física Espacial de la Universidad de Boston)
15. Karlin Toner (directora ejecutiva interina de la Oficina de Política y Planes de Aviación de la Administración Federal de Aviación)
16. Shelley Wright (profesora de física del Centro de Estudios Espaciales y de Astrofísica de la Universidad de California en San Diego.

## Historia

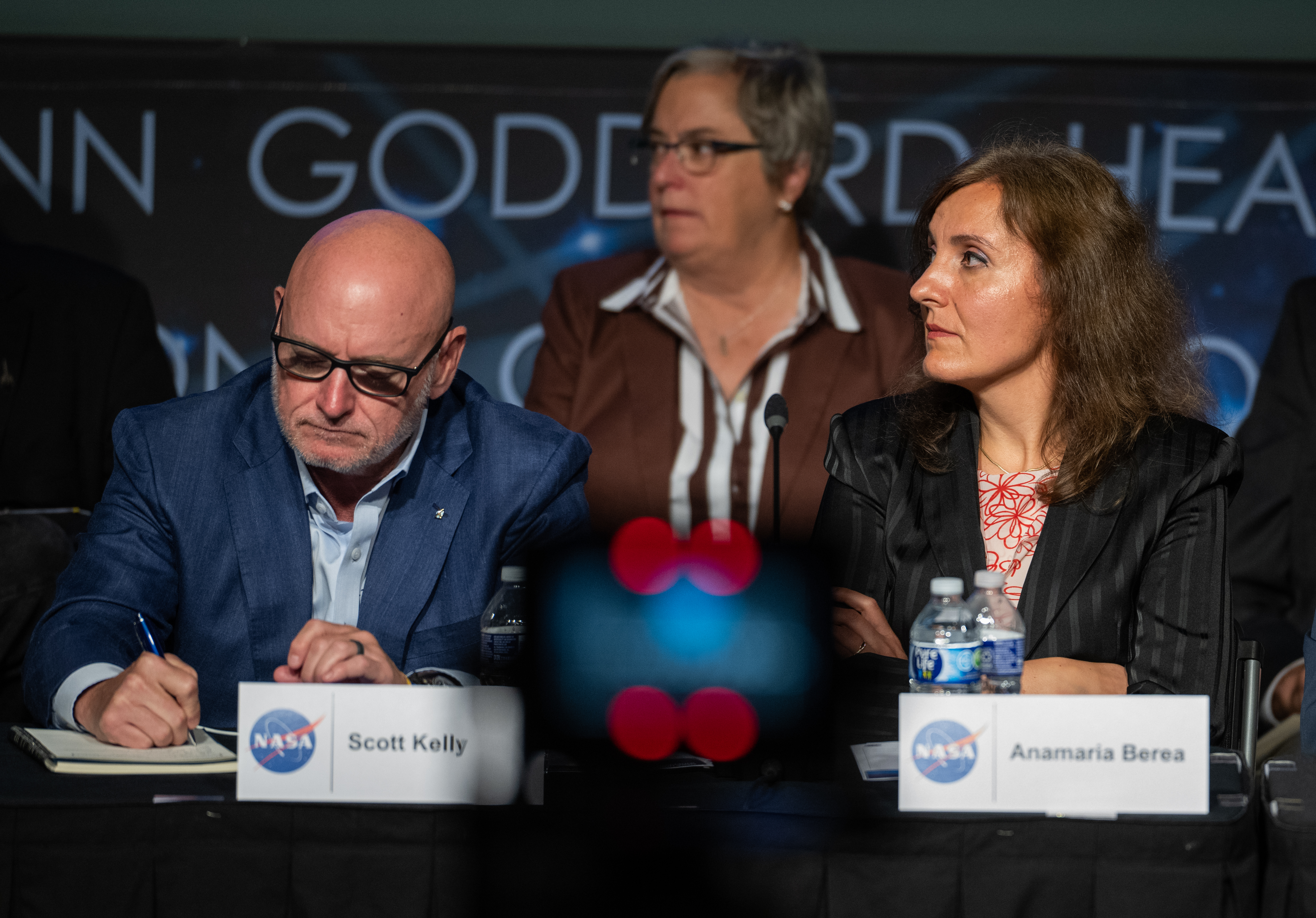
A la izquierda Scott Kelly, ex astronauta de la NASA, y Anamaria Berea, profesora adjunta de Ciencias Computacionales y de Datos de la Universidad George Mason, durante una reunión pública del Equipo de Estudio Independiente de Fenómenos Anómalos No Identificados de la NASA el 31 de mayo de 2023.

Greg Eghigian, profesor de historia de la Universidad Estatal de Pensilvania, dice que este Equipo de Estudio de Fenómenos Anómalos No Identificados de la NASA representa "un cambio radical" que ha tenido lugar debido a que "la gran mayoría de los académicos ahora creen que el estudio de los O.V.N.I. requiere de una investigación especializada", como la decisión de la NASA de crear un panel público encargado de "establecer una hoja de ruta para investigar los Fenómenos Anómalos No Identificados". Esto es algo "sin precedentes", ya que "la NASA, históricamente, no quería tener nada que ver con los O.V.N.I, y el hecho de que estos científicos civiles estén haciéndose preguntas científicas" es un territorio nuevo que "ha ayudado a los intereses legítimos a comprender e investigar también los Fenómenos Anómalos No Identificados en las universidades".
En su primera reunión pública del 31 de mayo de 2023 el equipo de la NASA enfrentó un amplio espectro de preguntas generales, principalmente centradas en los O.V.N.I. El equipo de la NASA se esforzó en hacer hincapié que las prioridades eran encontrar más medios con el fin de recopilar datos empíricos y contar con mejores métodos de análisis para estudiar mejor lo que podrían implicar los  Fenómenos Anómalos No Identificados. Spergel dijo que "muchos de los Fenómenos Anómalos No Identificados pueden atribuirse a aviones comerciales, drones y globos de investigación, así como a fenómenos meteorológicos e ionosféricos", pero que "aún hay fenómenos que no entendemos" y que estos "tienden a caracterizarse por su baja calidad y datos limitados". Al señalar el valor de seguir investigando tales incógnitas, Spergel hizo mención al "historial de los estallidos de radio rápidos", ya que cuando "el examen confirmó que las ráfagas o estallidos eran de naturaleza cósmica y que surgían debido a cataclismos astrofísicos dispersos por todo el universo", esto demostró cómo "a veces las anomalías son realmente interesantes" y que apuntan hacia un nuevo fenómeno físico" que guarda valiosas lecciones y de las cuales se puede aprender.
Joshua Semeter, un miembro del Equipo de Estudio Independiente de Fenómenos Anómalos No Identificados de la NASA y profesor de ingeniería eléctrica e informática de la Facultad de Ingeniería de la Universidad de Boston, accedió a una entrevista el 22 de junio de 2023 y se le preguntó por las declaraciones que hizo David Grusch en el Congreso. Semeter dijo que, sin más información, poco se puede decir sobre las afirmaciones de Grusch, y reiteró que este equipo de la NASA "presentará un informe a finales de este año" y que "está trabajando en colaboración con la Oficina de Resolución de Anomalías en Todos los Dominios del Departamento de Defensa", con el objetivo específico de "crear una hoja de ruta sobre cómo los activos y la experiencia de la NASA pueden contribuir a determinar el origen y la naturaleza de los Fenómenos Anómalos No Identificados".